# Grand-Brassac
Grand-Brassac is een gemeente in het Franse departement Dordogne (regio Nouvelle-Aquitaine) en telt 522 inwoners (2004). De plaats maakt deel uit van het arrondissement Périgueux.

## Geografie
De oppervlakte van Grand-Brassac bedraagt 32,5 km², de bevolkingsdichtheid is 16,1 inwoners per km².
De onderstaande kaart toont de ligging van Grand-Brassac met de belangrijkste infrastructuur en aangrenzende gemeenten.

## Demografie
Onderstaande figuur toont het verloop van het inwonertal (bron: INSEE-tellingen).